# Йоган Гартвіг Ернст фон Бернсторф
Йоган Гартвіг Ернст фон Бернсторф (13 травня 1712 — 18 лютого 1772) — данський державний діяч, міністр у справах держави.

## Життєпис
Походив зі стародавнього роду, був сином Йоахіма Енгельке, барона фон Бернсторф, камергера курфюрста Ганновера. Його дід по матері, Андреас Готтліб Бернсторф (1640—1726), був одним із найкращих міністрів британського короля Георга I, та під його керівництвом Йоган здобув блискучу освіту, отримавши, окрім іншого, глибокі знання з провідних європейських мов, особливо французької. Цікаво те, що будучи значною мірою правителем Данії упродовж понад 20 років, данською Бернсторф не розмовляв.
На державну службу його залучили брати Плессен, які були міністрами короля Кристіана VI. 1732 його було відряджено з дипломатичною місією до Дрездена, а з 1738 року представляв Гольштейн у Рейхстазі Регенсбурга; з 1744 до 1750 року представляв Данію в Парижі, звідки повернувся в 1754 році та зайняв пост міністра закордонних справ Данії. Підтримуваний Адамом Мольтке та дуже шанований королем Фредеріком V, він займав упродовж 21 року дуже високе місце у данському уряді, а у Державній раді його думка була вирішальною.
На посту міністра виявляв розважливість і витримку, прагнув зберегти нейтралітет Данії у Семирічній війні, підтримуючи спочатку Францію, а потім першим визнав неспроможність французької монархії після війни. 13 вересня 1770 року був звільнений в результаті інтриг Йоганна Струензе та виїхав до свого маєтку у Німеччині, де й помер.